# Paul Mitchell (atleta)
Paul Graham Frederick Mitchell (Inghilterra, 24 ottobre 1970) è un atleta paralimpico australiano. Atleta con disabilità mentale, gareggia nella categoria T20.

## Biografia
Ai Giochi paralimpici per persone con handicap mentale del 1992 a Madrid, Mitchell vinse la medaglia d'argento nei 1500 metri piani. Ai campionati mondiali paralimpici ha ottenuto una medaglia d'oro a Berlino 1994 nella gara degli 800 metri e una medaglia d'argento a Birmingham 1998 nella gara dei 5000 metri.
Ha vinto la medaglia d'oro ai Giochi paralimpici di Sydney 2000 nella gara dei 1500 metri piani. In seguito a questa vittoria, gli fu conferita la medaglia dell'Ordine dell'Australia e la medaglia dello sport australiano.

## Palmarès
| Anno | Manifestazione                                      | Sede       | Evento           | Risultato | Prestazione | Note |
| ---- | --------------------------------------------------- | ---------- | ---------------- | --------- | ----------- | ---- |
| 1992 | Giochi paralimpici per persone con handicap mentale | Madrid     | 1500 m piani     | Argento   |             |      |
| 1994 | Mondiali paralimpici                                | Berlino    | 800 m piani T20  | Oro       | 1'58"32     |      |
| 1998 | Mondiali paralimpici                                | Birmingham | 5000 m piani T20 | Argento   | 15'35"77    |      |
| 2000 | Giochi paralimpici                                  | Sydney     | 1500 m piani T20 | Oro       | 3'57"23     |      |